# Balot
Balot é uma comuna francesa na região administrativa da Borgonha-Franco-Condado, no departamento de Côte-d'Or. Estende-se por uma área de 15,5 km². Em 2010 a comuna tinha 99 habitantes (densidade: 6,4 hab./km²).